# Gunnar Gunnarsson

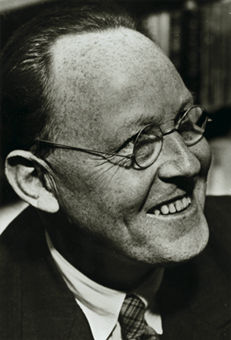
Gunnar Gunnarsson

Gunnar Gunnarsson (ur. 18 maja 1889, zm. 21 listopada 1975) – islandzki pisarz, piszący jednak głównie po duńsku. Wychował się w biedzie w miejscowości Valþjófsstaður w dolinie Fljótsdalur oraz w Ljótsstaðir w fiordzie Vopnafjörður. Mimo trudności, stał się jednym z najchętniej czytanych nowelistów w Danii i Niemczech. Kilka z jego powieści i nowel zostało przetłumaczonych na język polski (m.in. przez Leopolda Staffa), w tym:
- Czarne Ptaki (Svartfugl) przed 1930, wznowienie w 1965
- Ludzie z Borg 1930
- Okręty na niebie (Skip á himnum) 1938
- Saga Islandzka (Borgarattin) 1930
- Siedem dni Ciemności (Salir) 1930
- Życie minęło jak sen (Nótt og draumur) 1938
- Kirken paa Bjerget (tom 1-5, 1923–1928, wydanie polskie 1938).